# Chad, Matt & Rob
Chad, Matt & Rob er en gruppe af filmskabere med hjemsted i Los Angeles. Gruppen, der blev grundlagt i 2007, har skabt talrige humoristiske shorts, herunder Chad Hates Aliens og The Time Machine: An Interactive Adventure (den første af sin art på YouTube). Gruppen er konsekvent blandt YouTube's Top 100 Mest abonnement Komikere og har været spillet i Wall Street Journal og om G4's "Attack of the Show." 

## Medlemmer
Trioen mødtes i Los Angeles i begyndelsen af 2007 og begyndte at arbejde sammen kort efter.
Chad Villella er oprindeligt fra Punxsutawney, PA og en afgangselev fra Mercyhurst College, hvor han var aktiv inden for forskning og Intelligence Analysis Program og et originalt medlem af Center for Information Research analyse og uddannelse (CIRAT).
Matt Bettinelli-Olpin er oprindeligt fra Oakland, CA og stiftende medlem af punkbandet Link 80. En kandidat fra University of California, Santa Cruz, han optrådte i The Lonely Island tidlige shorts og instrueret Alkaline Trio's første video.
Rob Polonsky er oprindeligt fra Buffalo Grove, IL. Han er uddannet fra Columbia College Chicago og The Second City Konservatorium.
Gruppen benytter en kernegruppe af aktører, der optræder i forskellige roller, og mange af deres mest populære projekter blev filmet af Jonah Goldstein, der i øjeblikket kører den "Chattin» w / Joni "blog på Lonely Island hjemmeside. Roterende stemmer medlemmer omfatter Tyler Tuione, Chester Tam og Kal Penn.

## Kendte produktioner
Chad Hates Aliens (også kendt som Roommate Alien Prank Goes Bad) var gruppens første viral video. Den blev påtrykt Attack of the Show og var optaget i 2008 på Comic-Con International Film Festival.
The Time Machine: An Interactive Adventure er en af de første Choose Your Own Adventure-stil film på internettet. I slutningen af hver video (der er ni i serien), at seeren kan vælge, hvilken video til gå til næste bruger YouTube's "påskrift" funktionen. I serien har modtaget 1.000.000 visninger i løbet af den første uge, blev påtrykt Entertainment Weekly's The Must List og vandt Bedste Multimedia Fiction Award i 2009 Cinéma Tout Ecran International Film Festival i Genève.
The Murder: An Interactive Adventure er gruppens andet Choose Your Own Adventure-stil film og udvidet historien til tredive videoer og tre unikke historier.
Det Alibuys er trioens første web-serie. Historien følger tre barndomsvenner, der driver en virksomhed, der skaber et alibi for deres kunder, og hidtil har gruppen udgivet de tre første episoder.

## Liste af alle videoer
- Mountain Devil Prank Fails Horribly – Udgivet 22 April, 2010.
- How To Make An Interactive Adventure – Udgivet 17 Februar, 2010.
- The Birthday Party: An Interactive Adventure – Udgivet 15 Januar, 2010. (10 videoer i alt)
- The Birthday Party: Trailer #2 – Udgivet 11 December, 2009.
- The Birthday Party: Trailer #1 – Udgivet 9 December, 2009.
- Magic! – Udgivet 20 August, 2009.
- The Murder: An Interactive Adventure – Udgivet 14 Marts, 2009. (26 videos i alt)
- The Time Machine: An Interactive Adventure – Udgivet 11 November, 2008. (9 videoer i alt)
- Let's Go Meet Some Animals! – Udgivet 9 September, 2008.
- The Alibuys: The Cheater – Udgivet 9 August , 2008.
- The Alibuys: The Kidnapping – Udgivet 1 August, 2008.
- The Alibuys: Drug Dealers Have Parents, Too – Udgivet 1 August , 2008.
- "We're The Alibuys!" (Reklamefilm) – Udgivet 9 Juli , 2008.
- The Alibuys: Trailer #1 – Udgivet 19 Maj, 2008.
- No Spoofs For Old Men – Udgivet 9 Maj, 2008.
- Happy Birthday – Udgivet 15 April, 2008.
- Chad Hates Aliens – Udgivet 25 Februar, 2008.
- The Danger Zone – Udgivet 18 Februar, 2008.
- Prison Break – Udgivet 10 Januar, 2008.
- Happy Halloween – Udgivet 23 Oktober, 2007.
- Cops & Robbers! – Udgivet 22 September, 2007.
- Smoke Break – Udgivet 3 September, 2007.
- Television Man – Udgivet 3 September, 2007.
- I Believe I Can Fly – Udgivet 21 Juli, 2007.
- Good Roommates – Udgivet 16 Juli, 2007.

## Links
- Official Chad, Matt & Rob Website
- YouTube Page
- Chad, Matt & Rob's Facebook page
- AOTS: Kings of Dot Comedy Arkiveret 12. august 2017 hos  Wayback Machine